# Arab News
Arab News - щоденна газета англійською мовою, що видається в Саудівській Аравії. Станом на травень 2019 року Arab News належить принцу Turki bin Salman Al Saud, брату правлячого спадкового принца Саудівської Аравії Мухаммеда ібн Салмана. Газета була описана як "рупор саудівського режиму" (The New Arab) і "та, яка відображає офіційну позицію уряду Саудівської Аравії" (Гаарец).